# Beechey Lake
Beechey Lake är en sjö i Kanada.   Den ligger i territoriet Nunavut, i den centrala delen av landet, 2 900 km nordväst om huvudstaden Ottawa. Beechey Lake ligger 305 meter över havet.
Omgivningarna runt Beechey Lake är i huvudsak ett öppet busklandskap. Trakten runt Beechey Lake är nära nog obefolkad, med mindre än två invånare per kvadratkilometer.